# Jens Book-Jenssen
Jens Peter Book-Jenssen, ofte kaldet Book'n, (født 14. november 1910 i Bærum, død 28. marts 1999) var en norsk sanger, revyartist og tekstforfatter. Jens Book-Jenssen var populær i radio, på plade og scenen, særlig i 30'erne, 40'erne og 50'erne. I Norge blev han ofte sammenlignet med Bing Crosby og Ernst Rolf. Han betød meget for norsk revykunst i efterkrigstiden.
Jens Book-Jenssen var særlig kendt for sine melodiøse populærsange. Med sin karakteristiske muntre, indsmigrende syngestil udgav han en lang række plader og optrådte som gentlemandsagtig crooner i kabareter og revyer. Han drog på turneer over hele Norge, og gæstede også Sverige og USA. I perioderne 1947–50 og 1954–59 var han desuden direktør for revyteateret Chat Noir i Oslo. Blandt Jens Book-Jenssens mange slagere kan nævnes "En liten gylden ring" (1936), "Jeg blir så glad når solen skinner" (1939), "Når kastanjene blomstrer i Bygdø allé" 1950 og 1956), "Nordlandsnetter" (1952), "Pike fortell meg et eventyr" (1953), "Det blir atter sol og sommer" (1954), "Norge i rødt, hvitt og blått" (1963) og "Det er lov å være bli'" (1985). 
Jens Book-Jenssen debuterede i 1933 på scenen på Det Nye Teater og ”på grammofon” med ”Ancora Bar”. Med over 400 indspilninger for Columbia i perioden 1933 til 1945, blev han hurtigt den dominerende norske pladeartist. Gennembruddet kom med en af de allerstørste slagere i denne periode "Når lysene tennes der hjemme". Senere fulgte blandt andet "Vi seiler mot lykken", "Det er sommerkveldens melodi", "En liten gyllen ring" og "En liten hvit gardenia" i 1936, "Den gamle syren" i 1937, "De lyse netters melodi" i 1938, "Var det en drøm" i 1938 og "Alle går rundt og forelsker seg" i 1940. 
Book'ns gentlemandsagtige scenefremtoning var stærkt inspirerrt af Ernst Rolf, både når han var romantisk crooner i let jazzifiseret Bing Crosby-stil, når han sang sentimentale sange om nordmænds liv på havet og om deres hjemlængsel, og når han fremførte fejende sømandsvalse og Chat Noir-viser om Oslos fortræffeligheder. 
Han lavede også rene jazzindspilninger som ”Lambeth Walk” i 1938 og ”Alexanders Rangtime Band” i 1939. 
Efter krigen kom han til et nyt pladeselskab (Nera) og etiketten Musica, og fik flere storslagere som "Nordsjøen", "Gudskjelovkvelden" og "Aftenklokker" i 1948. Den første version af "Når kastanjene blomstrer i Bygdø Allé" kom i 1950. Den blev imidlertid ikke et "hit" før den kom i ny version i 1956 med Egil Monn-Iversens arrangement. I 1953 kom "Jacob Skjærsliper" og "En sjømanns brud". I denne periode var Book'n også i USA, hvor han i løbet af et døgn indspillede over 20 sange. Der hilste han også på den unge Elvis Presley, som karakteriserede Book'n som Europas Bing Crosby. I 1953 blev Egil Monn-Iversen Book-Jenssens faste arrangør, og totalt lavede Book’n i perioden på Nera (1946-58) ca. 150 indspilninger. Blandt disse er de mest kendte "Nordlandsnetter" fra 1952, "Det blir atter sol og sommer" 1954 og "Min barndoms hvite jul" (White Christmas) i 1956.
I 1958 skiftede han pladeselskab til HMV, og her lavede han ca. 40 indspilninger, blandt andet "Norge i rødt, hvitt og blått" i 1963. Han deltog i den første norske finale i Melodi Grand Prix i 1960 med "Frøken Alfabet" og "Det blir sol hvor vi seiler". I 1968 kom singlen "Vi gratulerer" (Congratulations).
For at indvie datidens mest moderne pladestudio kontaktede pladeselskabet 'Talent' Jens Book-Jenssen i 1975 og resultatet blev en dobbelt-LP med 20 indspilninger i en alder af 65 år, med Book-Jenssens egen "Det går ingen veier tilbake" som titelspor og mange af de gamle slagere i nyindspilninger. Denne plade bidrog til, at Book’n blev kåret til "Tidenes nordiske grammofonartist" i 1978, som blev overrakt af Bing Crosby på Momarkedet.
I 1985, i en alder af 75 år leverede Book’n sin nok allerstørste slager "Det er lov å være bli'", produceret af Nick Borgen og Arve Sigvaldsen.
I 2007 var Book'n igen aktuel med nyt album, med helt nye produktioner. Dette var et resultat af et samarbejde mellem NRK, Talent og pladeselskabet Carambole Records. Pladen indeholder 21 spor, alle produceret i 2007, hvor man har benyttet tidligere ubenyttede arkivoptagelser af Book-Jenssen og arrangeret ny musik og kor til. Desuden bidrager fem gæsteartister; Kirsti Sparboe med "Nordlandsnetter", Ørnulf Holthe med "En liten gyllen ring", Bjøro Håland med "Når lysene tennes der hjemme", Stein og Martin Ingebrigtsen med "Hvite måke" samt Ellen Nikolaysen og Ørnulf Holthe i duet på Bookn's egen "Det går ingen veier tilbake".
Book-Jenssen skrev sangtekster under pseudonymet Peter Coob (efter hans mellemnavn Peter og Book – sidstnævnte ord med bogstavene i omvendt rækkefølge og med C i stedet for K). Han ville have, at folk skulle tro at det var en englænder som havde lavet dem.

## Jens Book-Jenssen som deltager i Melodi Grand Prix
| År   | Titel                           | Placering i den norske finale |
| ---- | ------------------------------- | ----------------------------- |
| 1963 | Vi slentret langs en vårlig sti | Nr. 3                         |
| 1963 | Jakteskipperen                  | Nr. 2                         |

## Filmografi
- 1977: Lykkespill (Krimserie på Tv)
- 1975: Einar Schankes gledeshus

## Priser og udmærkelser
- Spesialpris under Spellemannprisen 1972
- Leonardstatuetten i 1974
- Gammleng-prisen som veteran i 1982
- Leif Justers ærespris